# Томаш Ујфалуши
Томаш Ујфалуши (чеш. Tomáš Ujfaluši; 24. март 1978) бивши је чешки фудбалер. Играо је у одбрани на позицијама централног и десног бека.
За репрезентацију Чешке одиграо је 78 утакмица и постигао два гола, оба на утакмици против репрезентације СР Југославије.

## Успеси
Хамбургер
- Лига куп Немачке: 2003.

Атлетико Мадрид
- УЕФА Лига Европе: 2009/10.
- УЕФА суперкуп: 2010.

Галатасарај
- Суперлига Турске: 2011/12, 2012/13.
- Суперкуп Турске: 2012.